# Firouzeh Nahavandi
 (août 2015).
Si vous disposez d'ouvrages ou d'articles de référence ou si vous connaissez des sites web de qualité traitant du thème abordé ici, merci de compléter l'article en donnant les références utiles à sa vérifiabilité et en les liant à la section « Notes et références ».
Pour les articles homonymes, voir Nahavandi.
Firouzeh Nahavandi, née le 3 octobre 1955 à Paris, est une sociologue belge d'origine iranienne. 

## Biographie
Après avoir effectué des études secondaires au lycée français de Téhéran, Firouzeh Nahavandi obtient un doctorat en sciences sociales à l'université libre de Bruxelles. Sa carrière a été essentiellement académique. 
Elle a été professeur  à l'université libre de Bruxelles et directrice du Centre d'études de la coopération internationale et du développement (CECID). Elle a été professeur associé à l'université Senghor d'Alexandrie et à l'université Mandé Bukari au Mali. Elle a également enseigné à la Vietnam National University of Agriculture http://www.vnua.edu.vn/eng/.  
En termes de recherche, elle a d'abord étudié les questions liées aux révolutions et en particulier les sources de la révolution iranienne de 1979, avant de se spécialiser dans l'étude des pays en voie de développement et particulièrement des pays musulmans. Depuis quelques années, elle travaille essentiellement sur les pays musulmans non-arabes, dont l'Afghanistan, l'Iran et la Turquie. 
Depuis 2022, elle est professeur émérite de l'Université libre de Bruxelles où elle a fait toute sa carrière. Néanmoins, elle continue à enseigner, écrire et donner de nombreuses conférences. 
Elle est membre de l'Académie royale des sciences d'outre-mer de Belgique, dans la Classe des sciences humaines.

## Ouvrages
- Aux sources de la révolution iranienne, Paris, l'Harmattan, 1988, 278 p[3].
- L'Asie du Sud-Ouest, Afghanistan, Iran, Pakistan, Paris, l'Harmattan, 1991, 192 p.
- Culture du développement en Asie, Paris, L'Harmattan, 1997.
- Globalisation et néolibéralisme dans le tiers-monde, (éd.), Paris, L'Harmattan, 2000.
- Repenser le développement et la coopération internationale : état des savoirs universitaires, (éd), Paris, Karthala, 2003.
- Préface du livre de Albertine Tshibilondi Ngoyi, Enjeux de l'éducation de la femme en Afrique : cas des femmes congolaises du Kasaï, Paris, L'Harmattan, 2005.
- Du développement à la globalisation : histoire d'une stigmatisation, Émile Bruylant, 2005, 3e édition 2009.
- Pierre Salmon, Firouzeh Nahavandi, Pierre De Maret, Nouvelle introduction à l'histoire de l'Afrique, Paris, L'Harmattan, 2007.
- Mouvements islamistes et politique (sous la direction), Paris, L'Harmattan, 2009, 210 p.
- Turquie : le déploiement stratégique, (ed) Bruxelles, Bruylant, coll. « Axes », 2012.
- Iran, Bruxelles, De Boeck, coll. « Monde arabe / Monde musulman », 2013.
- L'Iran dans le monde(éd.) Paris, L'Harmattan, coll. « Comprendre le Moyen-Orient », 2013. http://www.editions-harmattan.fr/index.asp?navig=catalogue&obj=livre&no=41066
- Afghanistan, Bruxelles, De Boeck, coll. « Monde arabe / Monde musulman », 2014. http://www.deboecksuperieur.com/titres/131035_3/9782804185282-afghanistan.html
- Iran, Bruxelles, De Boeck, coll. « Monde arabe / Monde musulman », 2e édition, 2015. http://www.deboecksuperieur.com/auteurs/127150/firouzeh-nahavandi.html
- Commodification of Body Parts in the Global South: Transnational Inequalities and Development Challenges, London, Palgrave MacMillan, 2016. http://www.palgrave.com/la/book/9781137505835
- Etre femme en Iran : Quelle émancipation, Bruxelles, Académie Royale de Belgique, 2016. http://academie-editions.be/accueil/269-etre-femme-en-iran-quelle-emancipation-.html
- Afghanistan, Bruxelles, De Boeck, coll. « Monde arabe / Monde musulman », deuxième édition, 2019. https://www.deboecksuperieur.com/ouvrage/9782807325968-afghanistan
- Iran, Bruxelles, De Boeck, « Monde arabe / Monde musulman », troisième édition, 2020. https://www.deboecksuperieur.com/recherche/iran
- Etre femme en Iran : Quelle émancipation, Bruxelles, Académie Royale de Belgique, deuxième édition, 2023. https://academie-editions.be/
- Les visages de la réislamisation, Académie Royale de Belgique, 2023. https://academie-editions.be/